# Erich Bauer (Historiker)

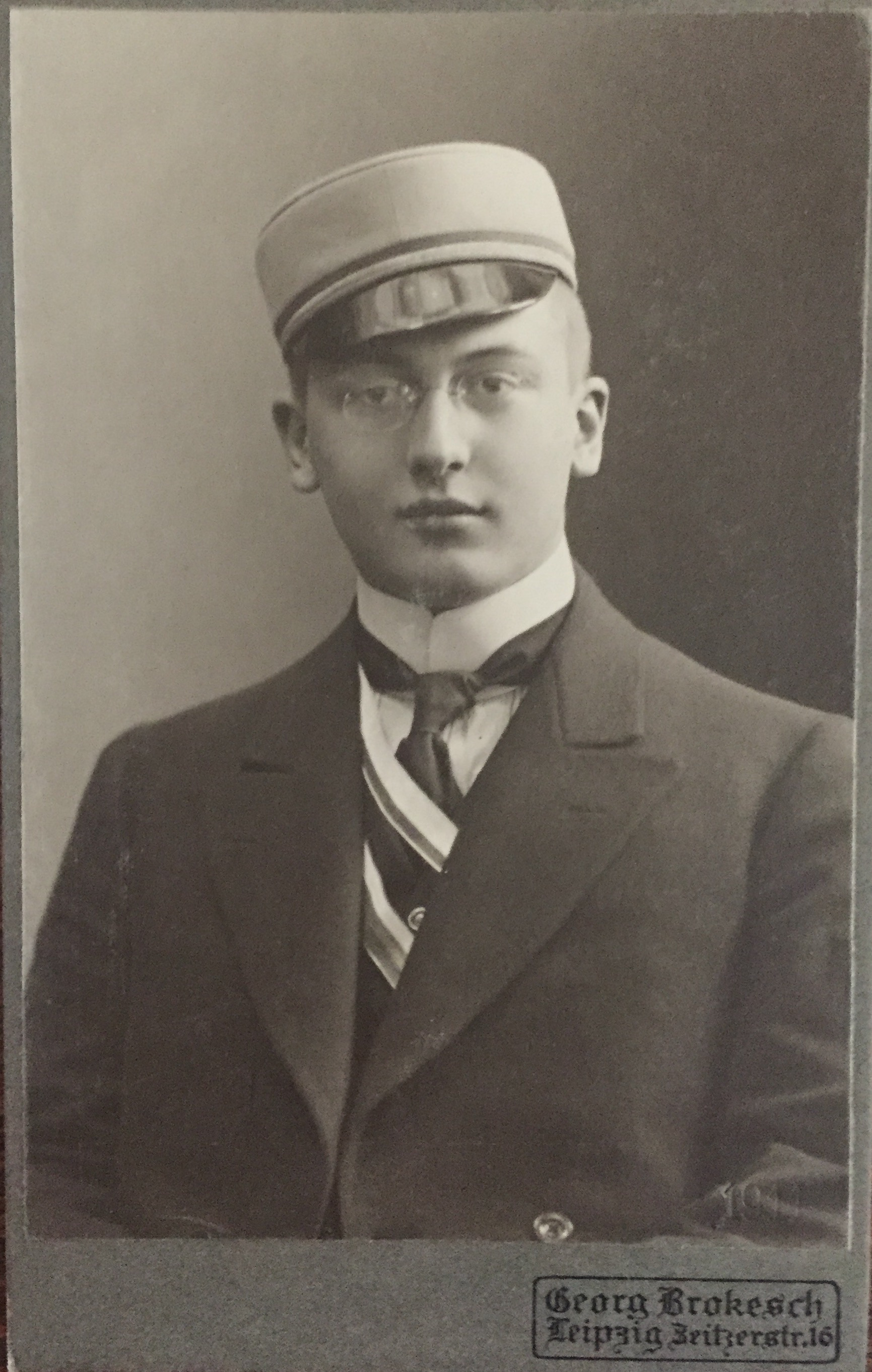
Erich Bauer (1911)

Erich Bauer (* 24. März 1890 in Delitzsch; † 24. November 1970 in Lemgo) war ein deutscher Richter und Studentenhistoriker.

## Leben
Als Sohn eines Mühlenbesitzers erhielt Erich Bauer seine Schulbildung in der Volks- und Realschule in Delitzsch und auf dem Königin-Carola-Gymnasium in Leipzig, das er 1909 mit dem Reifezeugnis verließ. Anschließend studierte Bauer an der Eberhard-Karls-Universität Rechtswissenschaft. Im selben Jahr wurde er Mitglied des Corps Rhenania Tübingen. 1910/11 war er auch im Corps Lusatia Leipzig aktiv. 1913 bestand er das Referendarexamen. Im Ersten Weltkrieg wurde er Anfang 1915 zum Deutschen Heer eingezogen. Nach der Ausbildung im Ersatz-Bataillon des Landwehr-Regiments 82 bei Worms kam er zum Infanterie-Regiment 77 in Köln. Anfang 1916 zum Leutnant der Reserve befördert, wurde Bauer zum Reserve-Infanterie-Regiment 92 versetzt. Beim Übergang über die Düna wurde er am 1. September 1917 schwer verwundet. Nicht mehr frontdienstfähig, kam er 1918 in das Ersatzbataillon des  Infanterie-Regiments 92 in Osnabrück. 
Bauer bestand 1920 die Assessorprüfung und wurde 1921 in Münster zum Dr. iur. promoviert. Er wurde Amtsrichter in Halle (Saale), 1925 Amtsgerichtsrat in Querfurt und 1934 Erbhofgerichtsrat am Landeserbhofgericht Celle. Als im Dezember 1944 der Geschäftsbetrieb des Gerichts kriegsbedingt zur Personaleinsparung stillgelegt wurde, wurde Bauer als Richter in Erbhofsachen an das Oberlandesgericht Breslau abgeordnet. Im Juni 1945 wurde er in Automatischen Arrest genommen und in den britischen Lagern Westertimke und Fallingbostel interniert. Aus gesundheitlichen Gründen wurde er im August 1946 entlassen. 1948 schied er aus dem Staatsdienst aus.
Von jeher in der Studentengeschichte engagiert, war Bauer ab 1948 Vorsitzender der Historischen Kommission des Kösener Senioren-Convents-Verbands. 1949 wurde er noch Mitglied des Corps Borussia Halle. 1953 war er einer der Hauptmitarbeiter an der 4. Auflage vom Handbuch des Kösener Corpsstudenten. 1954 initiierte er mit Robert Paschke die Beiträge zur Deutschen Studentengeschichte innerhalb der vom Convent Deutscher Akademikerverbände herausgegebenen Zeitschrift Convent. 1955 war Bauer Mitgründer und erster Vorsitzender des Vereins für corpsstudentische Geschichtsforschung; von 1956 bis 1968 gab er das Jahrbuch Einst und Jetzt heraus. In der ersten Ausgabe erschien der bedeutende Beitrag über die SC-Kameradschaften. Am bekanntesten wurde das mehrfach aufgelegte Schimmerbuch für junge Corpsstudenten. Mit Georg Schmidgall und Rainer Assmann gehört er zu den maßgeblichen Kennern des Tübinger Senioren-Convents.

## Ehrungen
- Eisernes Kreuz 2. Klasse[5]
- Verwundetenabzeichen (1918) in Schwarz[5]
- Ehrenkreuz des Weltkrieges[5]
- Ehrenmitglied des Corps Lusatia Leipzig (1933)
- Ehrenmitglied des Corps Rhenania Tübingen (1937)
- Kriegsverdienstkreuz (1939) 2. Klasse mit Schwertern
- Rudelsburg-Plakette des Verbandes Alter Corpsstudenten (VAC) (1965)
- Silberschale des VAC (1965)
- Ehrenvorsitzender des Vereins für corpsstudentische Geschichtsforschung (1969)

## Werke
- Geschichte des Corps Lusatia zu Leipzig. Leipzig 1932.
- Die Tübinger Rhenanen. Zeulenroda 1936, 2. Aufl. O. O. 1956.
- Die Kameradschaften im Bereich des Kösener SC in den Jahren 1937 bis 1945. In: Einst und Jetzt, Bd. 1 (1956), S. 5–40.
- Was sind und wollen die Corps? Ein Entwurf allgemeiner Corpsprinzipien aus dem Jahre 1865. In: Einst und Jetzt, Bd. 4  (1959), S. 93 ff.
- Schimmerbuch für junge Corpsstudenten, o. O. 1952 (1. Auflage)
- Wann, wo und wie entstanden unsere Wappen? Eine Aufgabe für unsere gemeinschaftliche Geschichtsforschung. In: Einst und Jetzt, Bd. 7 (1962), S. 74–79.
- Das Corps Alemannia zu Tübingen (1825–1827). In: Einst und Jetzt, Bd. 14 (1969), S. 37.
- Die Geschichte des Corps Borussia zu Halle 1836–1861, 1971.